# International Working Test 2000
International Working Test 2000 (IWT 2000) byl IX. ročník mezinárodní soutěže retrieverů ve working testech, který se konal 5. a 6. srpna 2000 v Německu v bažantnici poblíž zámku Moyland.
Soutěže se zúčastnilo 29 týmů ze 7 zemí. Vítězem se stal tým z Německa (1) před týmy z Rakouska (1) a Švýcarska (2). Individuální soutěž vyhrála Andrea Pleines z Německa s fenou Akira vom Osterbachtal před Verenou Ommerli ze Švýcarska se psem Conneywarren Spike a Harrym Brünetem z Německa se psem Amadeus von Villa Musica.
Rozhodčími byli  Jennifer Hay,  J. Webb,  Peter Hammond,  Paul Thorpe,  R. Webb.

## Přihlášené týmy
Maximální počet startujících byl 30 týmů. Každá členská země mohla vyslat maximálně 3 národní týmy. Zbývající počet týmů do maxima byl k dispozici pro free týmy.
Do individuální soutěže postupovalo maximálně prvních 20 psů s nejvyšším počtem získaných bodů během týmové soutěže, kteří nezískali hodnocení 0 na žádné úloze.
| Obhajující tým (1)       | - Nizozemsko (1)                                                                                      |
| Národní a free týmy (28) | - Belgie (6) - Dánsko (1) - Německo (10) - Nizozemsko (4) - Norsko (2) - Rakousko (2) - Švýcarsko (3) |

## Konečné hodnocení

### Týmová soutěž
Výsledková listina týmové soutěže.
| Poz. | Země / název týmu | St. č. týmu | St. č. | Vůdce                | Pes                                      | Test 1 | Test 2 | Test 3 | Test 4 | Test 5 | Test 6 | Test 7 | Test 8 | Body | Celk. body |
| ---- | ----------------- | ----------- | ------ | -------------------- | ---------------------------------------- | ------ | ------ | ------ | ------ | ------ | ------ | ------ | ------ | ---- | ---------- |
| 1    | Německo (1)       | 2           | 4      | Gunda-Inken Mühl     | Julis Stjerne Charon                     | 19     | 18     | 18     | 20     | 19     | 19     | 15     | 20     | 148  | 449        |
| 1    | Německo (1)       | 2           | 5      | Richard Kaschke      | Ulf vom Verler See                       | 18     | 20     | 17     | 20     | 20     | 18     | 20     | 17     | 150  | 449        |
| 1    | Německo (1)       | 2           | 6      | Barbara Monz         | Arosa von Thurn Strunden                 | 19     | 20     | 17     | 18     | 20     | 18     | 19     | 20     | 151  | 449        |
| 2    | Rakousko (1)      | 4           | 10     | Heike Klieber        | Zed's Fly vom Tennikerweidli             | 16     | 20     | 17     | 20     | 20     | 19     | 18     | 17     | 147  | 444        |
| 2    | Rakousko (1)      | 4           | 11     | Klaus Thurner        | Yes vom Tennikerweidli                   | 16     | 20     | 16     | 20     | 20     | 19     | 18     | 18     | 147  | 444        |
| 2    | Rakousko (1)      | 4           | 12     | Robert Kaserer       | Buttermead Crusader                      | 15     | 19     | 19     | 19     | 20     | 18     | 20     | 20     | 150  | 444        |
| 3    | Švýcarsko (2)     | 9           | 25     | Ueli Andres          | Kenwu Super-Jet                          | 17     | 20     | 17     | 20     | 15     | 19     | 16     | 20     | 144  | 440        |
| 3    | Švýcarsko (2)     | 9           | 26     | Verena Ommerli       | Conneywarren Spike                       | 17     | 17     | 20     | 16     | 20     | 20     | 20     | 20     | 150  | 440        |
| 3    | Švýcarsko (2)     | 9           | 27     | Marion Schwaller     | Haredale Ember Glow                      | 18     | 20     | 19     | 14     | 20     | 17     | 20     | 18     | 146  | 440        |
| 4    | Německo (9)       | 26          | 76     | Susanne Herkenhöner  | Blow, Northern Wind Belluna              | 15     | 20     | 16     | 20     | 18     | 19     | 16     | 18     | 142  | 436        |
| 4    | Německo (9)       | 26          | 77     | Harry Brünet         | Amadeus von Villa Musica                 | 18     | 20     | 20     | 20     | 20     | 14     | 20     | 19     | 151  | 436        |
| 4    | Německo (9)       | 26          | 78     | Jürgen Laux          | Lumberjack vom Mohnfeld                  | 18     | 19     | 14     | 19     | 20     | 14     | 20     | 19     | 143  | 436        |
| 5    | Německo (10)      | 28          | 82     | Norma Zvolsky        | Romney's Inchmichael                     | 18     | 20     | 12     | 20     | 20     | 18     | 20     | 19     | 147  | 436        |
| 5    | Německo (10)      | 28          | 83     | Clemens Hardewig     | Timberdale Minette                       | 17     | 20     | 17     | 20     | 20     | 12     | 16     | 18     | 140  | 436        |
| 5    | Německo (10)      | 28          | 84     | Anja Möller          | Petope Firecrest                         | 16     | 20     | 17     | 20     | 19     | 20     | 18     | 19     | 149  | 436        |
| 6    | Belgie (4)        | 20          | 58     | Louis Reynders       | Thornproof Ultimate                      | 17     | 20     | 19     | 20     | 20     | 20     | 20     | 10     | 146  | 432        |
| 6    | Belgie (4)        | 20          | 59     | Johann Grootaers     | Thornproof Siskin                        | 17     | 17     | 18     | 20     | 18     | 18     | 10     | 17     | 135  | 432        |
| 6    | Belgie (4)        | 20          | 60     | Rene Cuyvers         | Unga From Narrow Garden                  | 19     | 20     | 19     | 20     | 20     | 17     | 16     | 20     | 151  | 432        |
| 7    | Německo (4)       | 11          | 31     | Barbara Blankennagel | Dixis Daffodil vom Blanken Nagel         | 17     | 10     | 17     | 20     | 17     | 17     | 13     | 18     | 129  | 431        |
| 7    | Německo (4)       | 11          | 32     | Elfriede Bergmann    | Zero Zita vom Keien Fenn                 | 17     | 20     | 16     | 20     | 17     | 19     | 20     | 20     | 149  | 431        |
| 7    | Německo (4)       | 11          | 33     | Leni Niehof-Oellers  | Alpha vom Keien Fenn                     | 19     | 20     | 20     | 20     | 17     | 20     | 20     | 17     | 153  | 431        |
| 8    | Německo (3)       | 8           | 22     | Martina Sorg         | Abigail vom Osterbachtal                 | 18     | 20     | 0      | 19     | 18     | 18     | 19     | 20     | 132  | 427        |
| 8    | Německo (3)       | 8           | 23     | Andrea Pleines       | Akira vom Osterbachtal                   | 17     | 20     | 20     | 20     | 20     | 19     | 19     | 18     | 153  | 427        |
| 8    | Německo (3)       | 8           | 24     | Gyrite Marcussen     | Knobhill Tribal Tradition                | 19     | 20     | 8      | 20     | 19     | 19     | 17     | 20     | 142  | 427        |
| 9    | Nizozemsko (1)‡   | 6           | 16     | Marcel van Rooijen   | Sparkfield Nia                           | 18     | 19     | 19     | 20     | 20     | 20     | 16     | 19     | 151  | 426        |
| 9    | Nizozemsko (1)‡   | 6           | 17     | John Braak           | Staftly Ambassador of Bellever           | 12     | 20     | 18     | 17     | 19     | 18     | 17     | 18     | 139  | 426        |
| 9    | Nizozemsko (1)‡   | 6           | 18     | Frans Oostveen       | Cockpit Wager                            | 14     | 16     | 18     | 16     | 20     | 17     | 18     | 17     | 136  | 426        |
| 10   | Norsko (2)        | 12          | 34     | Erling Skotner       | Tandenbo's Exclusive Embla               | 17     | 20     | 18     | 20     | 17     | 12     | 18     | 17     | 139  | 425        |
| 10   | Norsko (2)        | 12          | 35     | Trygve Stordal       | Greline's Dancing Vikki                  | 16     | 16     | 19     | 15     | 16     | 19     | 20     | 20     | 141  | 425        |
| 10   | Norsko (2)        | 12          | 36     | Kare Rustand         | Tandenbo's Nor-Dan Raffle Jr.            | 19     | 19     | 14     | 18     | 17     | 19     | 20     | 19     | 145  | 425        |
| 11   | Nizozemsko (4)    | 21          | 61     | Andre de Jong        | Way-Out's Always Amazing Amy             | 16     | 14     | 18     | 18     | 16     | 18     | 19     | 20     | 139  | 422        |
| 11   | Nizozemsko (4)    | 21          | 62     | Jan W. Bos           | Oriole Cottage Good Fellow               | 19     | 20     | 19     | 20     | 20     | 19     | 20     | 16     | 153  | 422        |
| 11   | Nizozemsko (4)    | 21          | 63     | Henny M. Schoor      | Cadover Isabel of Bellever               | 19     | 20     | 13     | 15     | 17     | 20     | 16     | 10     | 130  | 422        |
| 12   | Belgie (6)        | 27          | 79     | Ronald Celis         | Kroonkennel's Uncle                      | 16     | 18     | 17     | 18     | 20     | 15     | 12     | 19     | 135  | 410        |
| 12   | Belgie (6)        | 27          | 80     | Dirk Van Bael        | Kroonkennel's Up To Date                 | 14     | 20     | 19     | 18     | 20     | 16     | 19     | 16     | 142  | 410        |
| 12   | Belgie (6)        | 27          | 81     | Marcel Serneels      | Kroonkennel's Ullyses                    | 8      | 17     | 17     | 18     | 20     | 15     | 18     | 20     | 133  | 410        |
| 13   | Německo (6)       | 18          | 52     | Andreas Kremer       | Light and Shadow's Acanthus              | 18     | 18     | 19     | 20     | 20     | 20     | 16     | 15     | 146  | 410        |
| 13   | Německo (6)       | 18          | 53     | Michael Rösler       | Gero vom Angelfeld                       | 16     | 20     | 16     | 20     | 20     | 0      | 18     | 18     | 128  | 410        |
| 13   | Německo (6)       | 18          | 54     | Beate Meyer          | Alex vom Osterbachtal                    | 16     | 20     | 14     | 15     | 20     | 12     | 19     | 20     | 136  | 410        |
| 14   | Belgie (1)        | 3           | 7      | Patsy Deheyder       | Kroonkennel's Urko                       | 18     | 17     | 15     | 20     | 20     | 17     | 20     | 17     | 144  | 409        |
| 14   | Belgie (1)        | 3           | 8      | Lydia Goossens       | Saxthorpe Buzzard of Brindlebay          | 16     | 20     | 19     | 10     | 20     | 19     | 17     | 19     | 140  | 409        |
| 14   | Belgie (1)        | 3           | 9      | Willy Geens          | Besstock Dee of Clancallum               | 2      | 20     | 16     | 19     | 20     | 10     | 20     | 18     | 125  | 409        |
| 15   | Německo (8)       | 24          | 70     | Gisela Precht        | Blow, Northern Wind Alix                 | 18     | 20     | 16     | 20     | 20     | 18     | 19     | 18     | 149  | 408        |
| 15   | Německo (8)       | 24          | 71     | Peter Broich         | Lausbub vom Geesthang                    | 16     | 20     | 16     | 12     | 0      | 15     | 17     | 17     | 113  | 408        |
| 15   | Německo (8)       | 24          | 72     | Gabriele Kühlem      | Puma vom Mohnfeld                        | 18     | 20     | 19     | 20     | 20     | 16     | 13     | 20     | 146  | 408        |
| 16   | Belgie (5)        | 23          | 67     | Mia Van Acker        | Wheaton's Xtravagant                     | 15     | 18     | 18     | 18     | 12     | 19     | 10     | 17     | 127  | 399        |
| 16   | Belgie (5)        | 23          | 68     | Frederik Borms       | Wheaten's Xanthos                        | 15     | 15     | 18     | 10     | 14     | 19     | 19     | 19     | 129  | 399        |
| 16   | Belgie (5)        | 23          | 69     | Karl Huyghelier      | Vincent of the Modern Inn                | 16     | 17     | 16     | 18     | 20     | 16     | 20     | 20     | 143  | 399        |
| 17   | Rakousko (2)      | 13          | 37     | Herwig Deutinger     | Besstock Duke                            | 17     | 20     | 14     | 20     | 15     | 12     | 18     | 13     | 129  | 394        |
| 17   | Rakousko (2)      | 13          | 38     | Ursula Pözlberger    | A-Krispindl vom Keien Fenn               | 17     | 20     | 20     | 14     | 19     | 16     | 20     | 20     | 146  | 394        |
| 17   | Rakousko (2)      | 13          | 39     | Andreas Pözlberger   | Yucca vom Keien Fenn                     | 18     | 18     | 0      | 16     | 17     | 19     | 15     | 16     | 119  | 394        |
| 18   | Dánsko (1)        | 19          | 55     | Bjarne Nielsen       | Labland Laika                            | 14     | 20     | 16     | 19     | 15     | 15     | 20     | 20     | 139  | 390        |
| 18   | Dánsko (1)        | 19          | 56     | Marianne Nielsen     | Shootdog Chili                           | 18     | 16     | 17     | 16     | 18     | 0      | 18     | 17     | 120  | 390        |
| 18   | Dánsko (1)        | 19          | 57     | Palle Ingemann       | Shootdog Dudi                            | 15     | 20     | 14     | 15     | 18     | 16     | 17     | 16     | 131  | 390        |
| 19   | Švýcarsko (1)     | 1           | 1      | Daniel Marx          | Shan of Tasco                            | 19     | 20     | 17     | 0      | 20     | 19     | 20     | 0      | 115  | 383        |
| 19   | Švýcarsko (1)     | 1           | 2      | Francesca Navratil   | Agar di Casa Paraporti                   | 18     | 18     | 18     | 20     | 18     | 19     | 19     | 18     | 148  | 383        |
| 19   | Švýcarsko (1)     | 1           | 3      | Malu Marx            | Muddymile Blackcap of Tasco              | 2      | 10     | 20     | 15     | 19     | 18     | 16     | 20     | 120  | 383        |
| 20   | Belgie (2)        | 10          | 28     | Jos Vanherk          | Kelland Black Hussar                     | 19     | 19     | 16     | 15     | 20     | 8      | 16     | 13     | 126  | 377        |
| 20   | Belgie (2)        | 10          | 29     | Jo Serruys           | From Gundogs' Heaven Billy               | 15     | 19     | 19     | 16     | 20     | 20     | 20     | 16     | 145  | 377        |
| 20   | Belgie (2)        | 10          | 30     | Jan Bortels          | Kelland Ross                             | 10     | 20     | 0      | 20     | 20     | 0      | 16     | 20     | 106  | 377        |
| 21   | Nizozemsko (3)    | 17          | 49     | C.D. Finlan          | Drakeshead Abba                          | 18     | 20     | 0      | 20     | 18     | 20     | 18     | 16     | 130  | 377        |
| 21   | Nizozemsko (3)    | 17          | 50     | J. v.d. Luitgaarden  | Swallowsflight Dark Winsome Khari        | 16     | 15     | 19     | 15     | 14     | 19     | 19     | 16     | 133  | 377        |
| 21   | Nizozemsko (3)    | 17          | 51     | Jan Roos             | Unexpected from Narrow Garden            | 18     | 16     | 18     | 18     | 20     | 0      | 18     | 6      | 114  | 377        |
| 22   | Belgie (3)        | 14          | 40     | Filip Bollen         | Brindlebay Brigg                         | 17     | 19     | 0      | 20     | 19     | 8      | 17     | 20     | 120  | 376        |
| 22   | Belgie (3)        | 14          | 41     | Jan Bertels          | Werrington Rory of Clancallum            | 17     | 20     | 16     | 20     | 16     | 18     | 20     | 20     | 147  | 376        |
| 22   | Belgie (3)        | 14          | 42     | Stef Bollen          | Kelland Holly                            | 8      | 18     | 0      | 20     | 19     | 8      | 16     | 20     | 109  | 376        |
| 23   | Německo (2)       | 5           | 13     | Mareike Rohlf        | Endeavour Jason of Mountain Forest Glade | 14     | 20     | 0      | 14     | 18     | 17     | 0      | 18     | 101  | 371        |
| 23   | Německo (2)       | 5           | 14     | Kurt Mehnert         | Living Life with Arabesque Bonny         | 17     | 18     | 13     | 14     | 19     | 19     | 15     | 17     | 132  | 371        |
| 23   | Německo (2)       | 5           | 15     | Gisela Dorgarthen    | Anneke my Melodie of Golden Spirit       | 17     | 20     | 15     | 17     | 18     | 19     | 18     | 14     | 138  | 371        |
| 24   | Švýcarsko (3)     | 25          | 73     | Regula Weissmüller   | Conneywarren Tess                        | 10     | 12     | 9      | 14     | 17     | 17     | 16     | 11     | 106  | 368        |
| 24   | Švýcarsko (3)     | 25          | 74     | Gilbert Sonnay       | Iros du Domaine du Vexin                 | 15     | 16     | 15     | 19     | 17     | 15     | 19     | 14     | 130  | 368        |
| 24   | Švýcarsko (3)     | 25          | 75     | Karin Schoch         | Calvin-Memphis von Labradorswiss         | 0      | 20     | 19     | 15     | 18     | 20     | 20     | 20     | 132  | 368        |
| 25   | Norsko (1)        | 7           | 19     | Grethe Ranheim       | Tandenbo's Nor-Dan Mie                   | 17     | 20     | 16     | 19     | 15     | 15     | 14     | 15     | 131  | 366        |
| 25   | Norsko (1)        | 7           | 20     | Britt Rustand        | Greline's Dancing Sebastian              | 19     | 17     | 16     | 19     | 20     | 8      | 0      | 0      | 99   | 366        |
| 25   | Norsko (1)        | 7           | 21     | Marianne Hovde       | Black-Flat's Cora                        | 19     | 20     | 17     | 19     | 14     | 12     | 16     | 19     | 136  | 366        |
| 26   | Nizozemsko (5)    | 29          | 85     | R.C.J.M. van Vliet   | Dainty Daisy van de Jachtfluiters        | 10     | 20     | 18     | 20     | 14     | 19     | 16     | 13     | 130  | 366        |
| 26   | Nizozemsko (5)    | 29          | 86     | A.J. ter Horst       | Kaj van Rosa's Tienmorgen                | 15     | 20     | 0      | 18     | 17     | 19     | 15     | 0      | 104  | 366        |
| 26   | Nizozemsko (5)    | 29          | 87     | Koen Gouweloos       | Anoek of Upperclaws                      | 10     | 17     | 16     | 17     | 19     | 17     | 17     | 19     | 132  | 366        |
| 27   | Německo (7)       | 22          | 64     | Uwe Heiß             | Dreamacres Firefly                       | 19     | 20     | 15     | 20     | 0      | 0      | 0      | 16     | 90   | 357        |
| 27   | Německo (7)       | 22          | 65     | Anja Helber          | Rayleas Lisbeth                          | 19     | 17     | 19     | 20     | 19     | 17     | 15     | 13     | 139  | 357        |
| 27   | Německo (7)       | 22          | 66     | Birgit Brode         | Endrickbank Clover                       | 19     | 20     | 0      | 20     | 17     | 19     | 17     | 16     | 128  | 357        |
| 28   | Německo (5)       | 16          | 46     | Harald Hubert        | Loughbrook Goldcharme of Lafayette       | 18     | 18     | 12     | 20     | 17     | 0      | 15     | 20     | 120  | 315        |
| 28   | Německo (5)       | 16          | 47     | Jörg Brach           | Famula's Calix Cor                       | 15     | 20     | 16     | 20     | 19     | 17     | 13     | 14     | 134  | 315        |
| 28   | Německo (5)       | 16          | 48     | Dorothea Hardewig    | Haredale Grebe                           | 5      | 16     | 0      | 0      | 15     | 17     | 0      | 8      | 61   | 315        |
| 29   | Nizozemsko (2)    | 15          | 43     | Wim de Haas          | Roughcovers Tawny Snowflake              | 18     | 19     | 0      | 20     | 15     | 19     | 15     | 9      | 115  | 267        |
| 29   | Nizozemsko (2)    | 15          | 44     | H.J.M. Kindt         | Roughcovers Tawny Dawn                   | 15     | 20     | 0      | 20     | 0      | 17     | 0      | 16     | 88   | 267        |
| 29   | Nizozemsko (2)    | 15          | 45     | R.J. Dik             | Roughcovers Morning Mist                 | 16     | 20     | 0      | 0      | 12     | 0      | 16     | 0      | 64   | 267        |

‡ Obhájce

### Individuální soutěž
Výsledková listina individuální soutěže.
| Poz. | St. č. | Vůdce               | Pes                        | Týmová soutěž | Týmová soutěž | Týmová soutěž | Týmová soutěž | Týmová soutěž | Týmová soutěž | Týmová soutěž | Týmová soutěž | Týmová soutěž | Individuální soutěž | Individuální soutěž | Individuální soutěž | Celk. body |
| Poz. | St. č. | Vůdce               | Pes                        | Test 1        | Test 2        | Test 3        | Test 4        | Test 5        | Test 6        | Test 7        | Test 8        | Body          | Test 1              | Test 2              | Body                | Celk. body |
| ---- | ------ | ------------------- | -------------------------- | ------------- | ------------- | ------------- | ------------- | ------------- | ------------- | ------------- | ------------- | ------------- | ------------------- | ------------------- | ------------------- | ---------- |
| 1    | 23     | Andrea Pleines      | Akira vom Osterbachtal     | 17            | 20            | 20            | 20            | 20            | 19            | 19            | 18            | 153           | 19                  | 18                  | 37                  | 190        |
| 2    | 26     | Verena Ommerli      | Conneywarren Spike         | 17            | 17            | 20            | 16            | 20            | 20            | 20            | 20            | 150           | 20                  | 19                  | 39                  | 189        |
| 3    | 77     | Harry Brünet        | Amadeus von Villa Musica   | 18            | 20            | 20            | 20            | 20            | 14            | 20            | 19            | 151           | 19                  | 18                  | 37                  | 188        |
| 4    | 33     | Leni Niehof-Oellers | Alpha vom Keien Fenn       | 19            | 20            | 20            | 20            | 17            | 20            | 20            | 17            | 153           | 16                  | 18                  | 34                  | 187        |
| 5    | 84     | Anja Möller         | Petope Firecrest           | 16            | 20            | 17            | 20            | 19            | 20            | 18            | 19            | 149           | 19                  | 18                  | 37                  | 186        |
| 6    | 16     | Marcel van Rooijen  | Sparkfield Nia             | 18            | 19            | 19            | 20            | 20            | 20            | 16            | 19            | 151           | 16                  | 17                  | 33                  | 184        |
| 7    | 6      | Barbara Monz        | Arosa von Thurn Strunden   | 19            | 20            | 17            | 18            | 20            | 18            | 19            | 20            | 151           | 16                  | 16                  | 32                  | 183        |
| 8    | 60     | Rene Cuyvers        | Unga From Narrow Garden    | 19            | 20            | 19            | 20            | 20            | 17            | 16            | 20            | 151           | 15                  | 17                  | 32                  | 183        |
| 9    | 32     | Elfriede Bergmann   | Zero Zita vom Keien Fenn   | 17            | 20            | 16            | 20            | 17            | 19            | 20            | 20            | 149           | 16                  | 17                  | 33                  | 182        |
| 10   | 12     | Robert Kaserer      | Buttermead Crusader        | 15            | 19            | 19            | 19            | 20            | 18            | 20            | 20            | 150           | 16                  | 14                  | 30                  | 180        |
| 11   | 70     | Gisela Precht       | Blow, Northern Wind Alix   | 18            | 20            | 16            | 20            | 20            | 18            | 19            | 18            | 149           | 15                  | 13                  | 28                  | 177        |
| 12   | 4      | Gunda-Inken Mühl    | Julis Stjerne Charon       | 19            | 18            | 18            | 20            | 19            | 19            | 15            | 20            | 148           | 13                  | 14                  | 27                  | 175        |
| 13   | 62     | Jan W. Bos          | Oriole Cottage Good Fellow | 19            | 20            | 19            | 20            | 20            | 19            | 20            | 16            | 153           | 17                  | 0                   | 17                  | 170        |
| 14   | 5      | Richard Kaschke     | Ulf vom Verler See         | 18            | 20            | 17            | 20            | 20            | 18            | 20            | 17            | 150           | 0                   | 19                  | 19                  | 169        |
| 15   | 2      | Francesca Navratil  | Agar di Casa Paraporti     | 18            | 18            | 18            | 20            | 18            | 19            | 19            | 18            | 148           | ×                   | ×                   | 0                   | 148        |